# Sanglochon
Le sanglochon ou sanglichon, aussi appelé cochonglier, résulte du croisement entre le sanglier et le cochon domestique. C'est donc un animal hybride, mais capable de se reproduire.
L'hybridation est fréquente dans les régions où les cochons sont élevés en plein air ou bien lorsque la population des sangliers a été reconstituée grâce à des femelles domestiques saillies par un sanglier mâle.

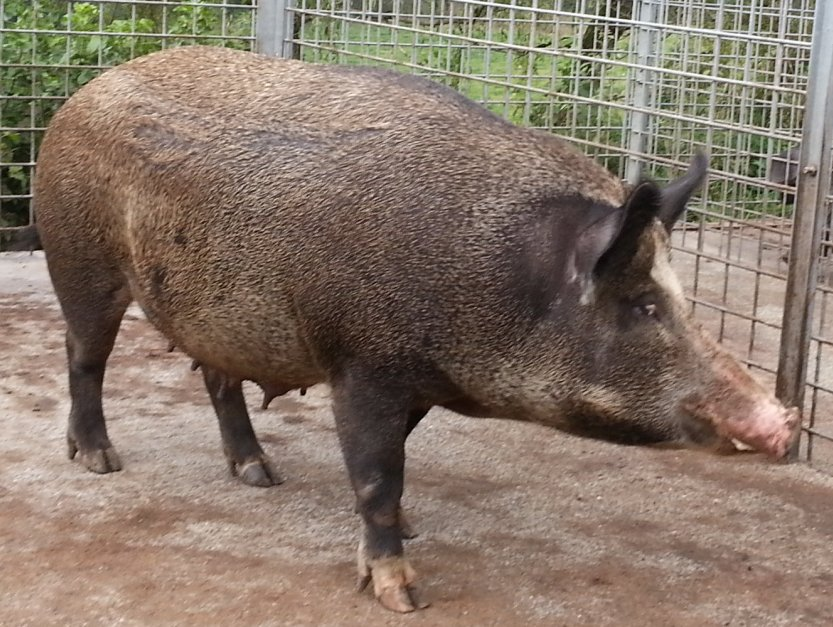
Sanglochon femelle

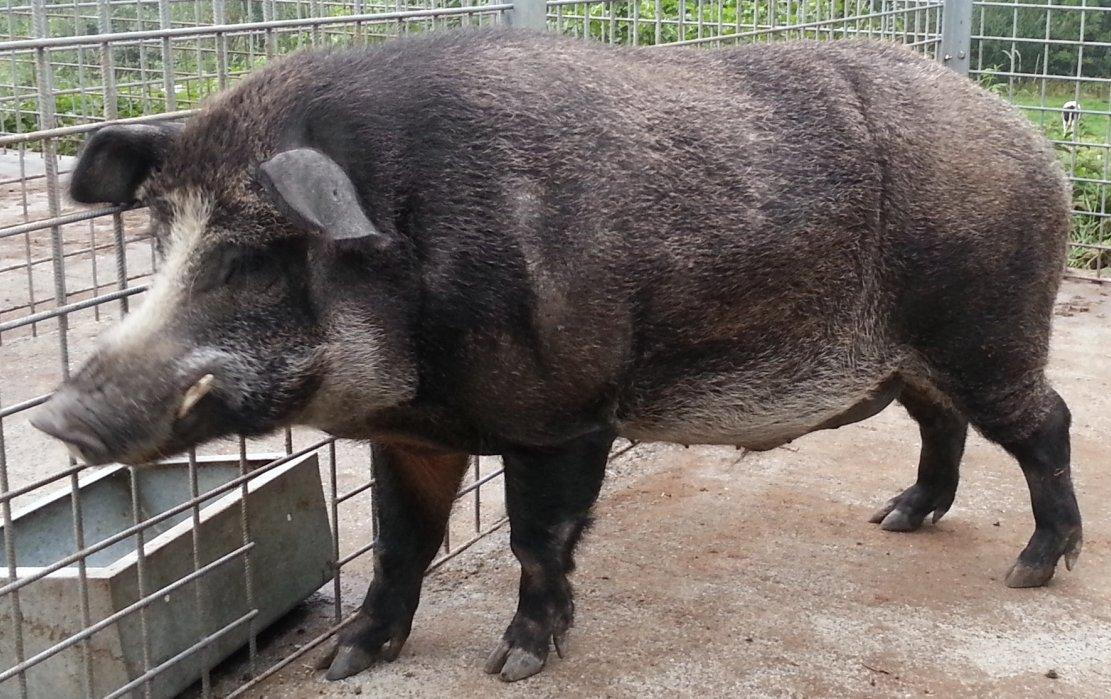
Sanglochon mâle

## Caractéristiques génétiques de l'hybride
Le cochon (Sus scrofa domesticus) a 38 chromosomes tandis que le sanglier européen n'en a que 36, à la suite d'une fusion ancestrale. 
Les hybrides de première génération ont 37 chromosomes. Les générations suivantes peuvent avoir 36, 37 ou 38 chromosomes.